# Delegación Nacional de Deportes
La Delegación Nacional de Deportes (DND) va ser un organisme autònom espanyol, que pertanyia a Falange Española Tradicionalista y de las JONS, que va existir durant la Dictadura franquista i que va tenir entre les seves competències la direcció de la política esportiva espanyola. Va ser dissolt en 1977 i substituït pel Consejo Superior de Deportes (CSD).

## Història
L'organisme va ser establert per decret el 22 de febrer de 1941, quedant a càrrec de les polítiques esportives del règim franquista. Franco va nomenar al general José Moscardó primer delegat nacional d'Esports. En el context de la postguerra, durant els primers anys la Delegació va tenir a la seva disposició pocs mitjans materials. En 1956 es va nomenar un nou delegat nacional, José Antonio Elola-Olaso, i l'organisme va adoptar la nova denominació de «Delegación Nacional de Educación Física y Deportes», quedant adscrit a la Secretaria general del Moviment. Sota la direcció d'Elola-Olaso la delegació nacional va donar un gir en la seva línia actuació, realitzant campanyes de foment de l'esport i de l'educació física. A partir de 1956 l'esport espanyol va rebre un important impuls institucional.
L'arribada del nou delegat nacional va suposar el canvi del model de formació esportiva baix directrius militars que fins llavors havia imperat, i la seva substitució per un nou model civil supervisat pels organismes de Falange. En aquest sentit, una de les mesures més importants que es va dur a terme va ser la promulgació en 1961 de la Llei d'Educació Física —també coneguda com a Llei Elola-Olaso—, la qual considerava «l'Educació Física i Esportiva com a necessitat pública que l'Estat reconeix i garanteix com a dret de tots els espanyols». Sota el suport d'aquesta llei es va establir l'Institut Nacional d'Educació Física (INEF) en 1967.
En 1970 un decret va establir les delegacions provincials d'Educació física i Esports.
Després de la mort de Franco, amb el desmuntatge de les institucions del règim franquista, a l'abril de 1977 l'organisme va ser dissolt. En el seu lloc es va constituir mesos després el Consejo Superior de Deportes (CSD), que va assumir el paper i les funcions abans desenvolupades per la Delegación Nacional de Deportes.

## Delegats nacionals
| Nombre                   | Inicio                 | Final                  |
| José Moscardó Ituarte    | 5 de març de 1951      | 12 d'abril de 1956     |
| José Antonio Elola-Olaso | 8 de maig de 1956      | 23 de desembre de 1966 |
| Joan Antoni Samaranch    | 26 de desembre de 1966 | 9 de setembre de 1970  |
| Joan Gich Bech de Careda | 9 de setembre de 1970  | 15 de juliol de 1975   |
| Tomás Pelayo Ros         | 15 de juliol de 1975   | 9 de setembre de 1976  |
| Benito Castejón Paz      | 9 de setembre de 1976  | 25 d'abril de 1977     |